# Brian Bromberg
Brian Bromberg (Tucson, Arizona, 1960. december 5. –) amerikai nagybőgős, dzsesszzenész.

## Pályakép
Bromberg szeret ugyan a hagyományokra építeni, de kiadott olyan nagyon progresszív lemezt is, amelyen egy trióval játszik; és rockos fúziós területeken is otthon van.
Innovatív és technikailag igényes játékstílusa mind az elektromos, mind az akusztikus basszusra kiterjed. Akusztikus lemezein az 1960-as és 70-es évek dzsesszének újraértelmezését is megteszi.
Az elektromos hangszerrel kapcsolatos munkája a basszgitárosok körében segített a piccolo basszus népszerűsítésében is.

## Lemezek
- A New Day (1986)
- Basses Loaded (1988)
- Magic Rain (1989)
- BASSically Speaking (1990)
- It's About Time: The Acoustic Project (1991)
- Brian Bromberg (1993)
- You Know That Feeling (1997)
- Wood (2002)
- Jaco (2002)
- Brombo! Jb Project (2003)
- Choices (2004)
- Bass Freak Out (2004)
- Metal (2005)
- Wood II (2006)
- Downright Upright (2007)
- Hands (2009)
- It Is What It Is (2009)
- Bromberg Plays Hendrix (2010)
- Compared To That (2012)
- In the Spirit of Jobin (2012)
- Full Circle (2016)
- Thicker Than Water (2018)
- Celebrate Me Home: The Holiday Sessions (2020)
- A Little Driving Music (2021)
- The Magic of Moonlight (2023)